# SS Worcestershire (1904)
Il Worcestershire  fu un piroscafo da carico e trasporto passeggeri britannico affondato per urto contro una mina circa 10 miglia a sud-ovest di Colombo, Ceylon, il 17 febbraio 1917.

## Storia
Il piroscafo SS Worcestershire, con scafo in acciaio, fu costruito presso il cantiere navale Harland & Wolff di Belfast per conto della Bibby Line Ltd. Di Liverpool. La nave fu varata il 3 marzo 1904, ed entrò in servizio il 17 settembre dello stesso anno. Dopo lo scoppio della prima guerra mondiale la nave venne militarizzata ed impiegata, tra il 1914 e il 1916, per il trasporto truppe. Nel 1917 la SS Worcestershire era salpata da Rangoon con destinazione Londra quando, il 17 febbraio 1917, navigando nelle acque dello Sri Lanka urtò una mina posata qualche tempo prima dall'incrociatore ausiliario tedesco Wolf. La nave si trovava a circa 12 km dalla costa del Monte Lavinia quando lanciò un segnale radio per segnalare che qualcosa aveva urtato lo scafo, e poco dopo un altro messaggio informando che il piroscafo stava affondando a circa 10 miglia a sud-ovest di Colombo.  Nel naufragio persero la vita due persone, Abdullah un ragazzo dell'Indian Merchant Service e Lobo, un macellaio, (i loro nomi sono incisi nel Bombay Memorial for Sailors).
Il relitto giace alla profondità di 57 m a 12 km a ovest del Monte Lavinia, ed è stato identificato con certezza con il recupero della campana di bordo da parte dei subacquei Nishan Perera, Naren Gunasekara e Dharshana Jayawardena il 12 marzo 2014.

### Fonti
1. 1 2 3 4 5 6  Wrecksite.
2. 1 2 3  Dive Sri Lanka.